# Duncan Jones (Regisseur)

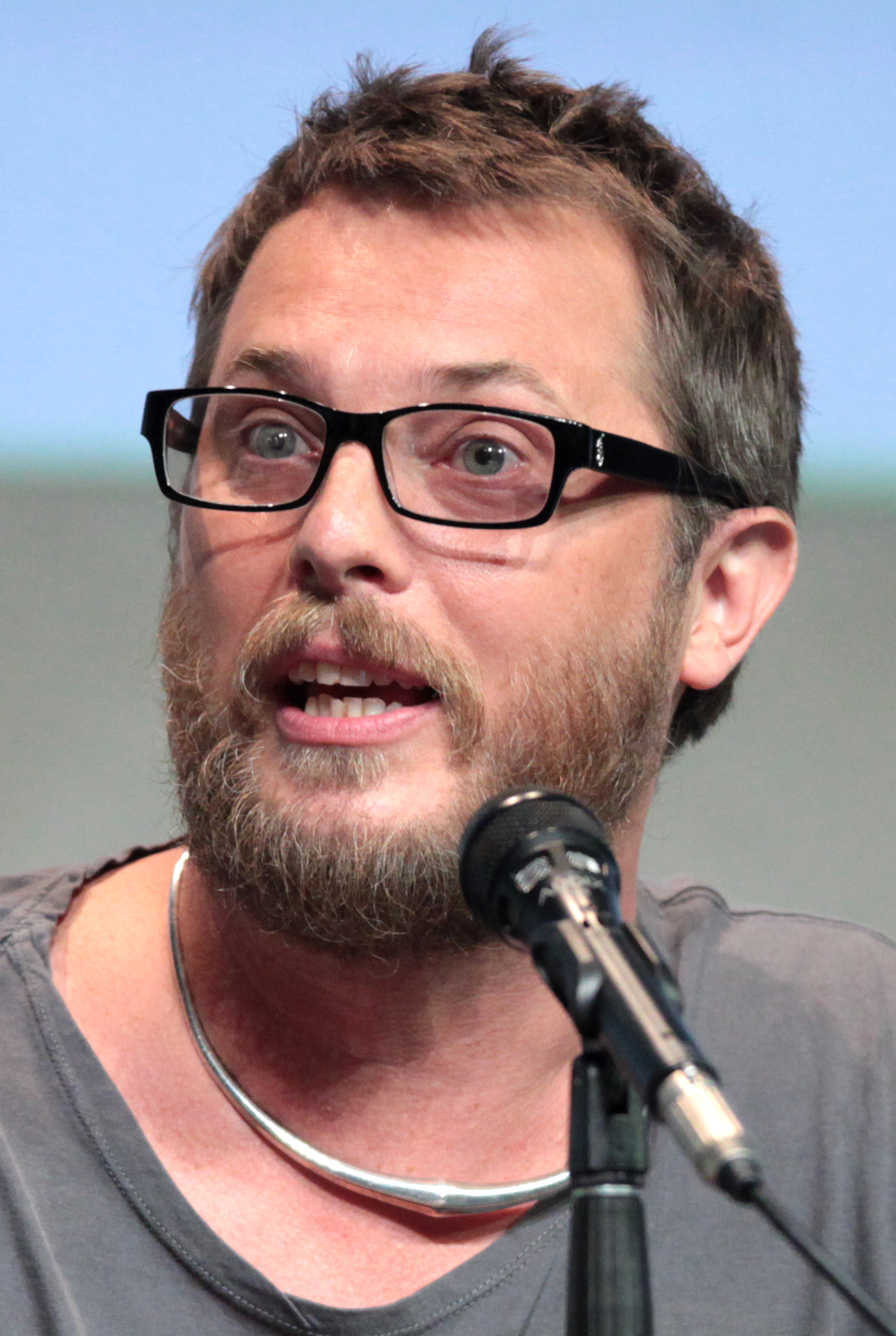
Duncan Jones (2015)

Duncan Zowie Haywood Jones (* 30. Mai 1971 in Beckenham, London) ist ein britischer Regisseur. Er ist der Sohn von David Bowie und Angela Bowie. Er ist auch als Zowie Bowie oder Joey Bowie bekannt.

## Leben
Duncan Jones’ Eltern sind David Bowie und Angela Barnett. Nach der Scheidung von Barnett Anfang der 1980er Jahre erhielt Bowie das alleinige Sorgerecht. Duncan wuchs in Berlin, London und Vevey in der Schweiz auf, wo er jeweils die Commonwealth American School besuchte. Mit 14 Jahren kam er in das schottische Internat Gordonstoun. 1995 erhielt er einen Bachelor-Abschluss in Philosophie am College of Wooster. Die Promotion an der Vanderbilt University in Tennessee brach er ab und studierte Regie an der London Film School.
Sein erster Kinofilm, Moon, kam am 15. Juli 2010 in die deutschen Kinos. Jones erhielt für sein Regie-Debüt den BAFTA-Award als bester Newcomer sowie mehrere andere Auszeichnungen. Source Code, sein zweiter Film, kam am 2. Juni 2011 in die deutschen Kinos. Beide Filme erhielten bei Rotten Tomatoes gute Kritiken.
Jones ist Regisseur von Warcraft: The Beginning, dem Kinofilm zur Computerspiel-Reihe Warcraft. Die Dreharbeiten fanden Anfang 2014 statt. Nach zweijähriger Postproduktion lief der Film im Mai 2016 in den Kinos an.
Am 4. November 2015 wurde bekannt, dass es sich bei seinem nächsten Filmprojekt um einen Science-Fiction-Film namens Mute handeln wird. Laut Jones habe er 12 Jahre lang auf die Realisierung des Films hingearbeitet. Die Handlung des Films spielt in Berlin, 40 Jahre in der Zukunft und handelt von einem stummen Barkeeper. Für die Hauptrollen wurden Alexander Skarsgård und Paul Rudd verpflichtet. Das Drehbuch zum Film schrieb Jones mit seinem Co-Autor Mike Johnson. Die Dreharbeiten begannen Ende September 2016 in Berlin und endeten Mitte Dezember.
Duncan Jones heiratete am 6. November 2012 die Fotografin Rodene Ronquillo, zwei Tage nach ihrer Krebsdiagnose. Im Oktober 2013 galt der Krebs als besiegt. Der gemeinsame Sohn Stenton David Jones kam am 10. Juli 2016, exakt sechs Monate nach dem Tod seines Großvaters David Bowie zur Welt.

## Filmografie
- 2002: Whistle (Kurzfilm)
- 2009: Carling C2 – Robots (Werbespot)
- 2009: Moon
- 2011: Source Code
- 2016: Warcraft: The Beginning (Warcraft)
- 2018: Mute